# 王邦怀三代世祖墓
王邦怀三代世祖墓，位于中国福建省霞浦县松港街道下村，为霞浦县级文物保护单位，类型为古墓葬，公布时间为2003年11月。
王邦怀三代世祖墓的历史年代为清，是中华民国首任霞浦县知事王邦怀及其祖辈安葬处。